# Springfield (Comtat de Mercer)
El municipi de Springfield  (en anglès: Springfield Township) és un municipi situat en el comtat de Mercer a l'estat estatunidenc de Pennsilvània. L'any 2000 tenia 2.287 habitants i una densitat poblacional de 46,0 persones per km².

## Història
Johnston's Tavern (en català la taverna de Johnston) es va afegir al Registre Nacional de Llocs Històrics el 1972.
El 15 de novembre de 2018, la Junta de Supervisors va nomenar Stone Helsel, un estudiant de secundària local com a membre habitual de vot a la Comissió de Planificació del municipi de Springfield. Segons els experts en planificació, Helsel pot ser el membre més jove de la comissió de planificació de la Commonwealth de Pennsilvània.

## Demografia
Segons la Oficina del Cens el 2000 els ingressos mitjans per llar a la localitat eren de $40,341 i els ingressos mitjans per família eren $44,231. Els homes tenien uns ingressos mitjans de $32,155 enfront dels $19,931 per a les dones. La renda per capita a la localitat era de $17,493. Al voltant del 8,7% de la població estaven per sota del llindar de pobresa.